# 法努奇閣下
法比秀·法努奇（Don Fabrizio Fanucci）閣下是個虛構人物，出現在馬里奧·普佐1969年的小說《教父》，和以其改編的1974年電影《教父第二集》中，即普佐小說1972年改編電影的續集。該角色由嘉史東·摩群（Gastone Moschin）飾演，原型為黑手伊尼亞齊奧·盧波。雖說其為西西里人，但法努奇閣下的裝束和行徑比較讓人聯想到那不勒斯的guappo式黑幫人物。
此人在紐約小義大利魚肉鄉民並黑吃黑。但維托·柯里昂因在自小在西西里家鄉即親歷真正黑手黨老大的凶殘手段，因此對法努奇背後的力量產生懷疑，終於放手一搏，自此建立自己的勢力，成為一方之霸。

## 在原著和《教父第二集》中
法努奇是小義大利區裡四處敲詐的黑手，聲名狼藉的他專向當地小商家及老百姓收保護費漁利。勞勃·狄尼洛所飾的維托·柯里昂目擊法努奇威脅著將一個年輕女孩毀容，以此向其父勒贖保護費。維托正準備出手干預時，被朋友仁科・阿巴丹多制止，告知法努奇閣下有多令人畏懼。這是維托第一次見識到法努奇魚肉百姓。而他自己也因法努奇而失去了雜貨店的工作，只因法努奇硬是要仁科的父親雇用自家侄兒。但維托並未怨天尤人，反而向老闆保證會報恩。
在原著及電影《教父第二集》的刪減鏡頭中，維托目睹法努奇遭兩個心懷不滿的小混混襲擊後割喉。法努奇尖聲呼救，卻無人出面。維托從自己的經歷中知道，真正的老大身邊永遠不會沒人跟著，更不會有人無懼報復而膽敢公然動手。維托因此開始懷疑法努奇外強中乾。
在維托與朋友們組成竊盜集團牟利後，法努奇有一天突然跳上維托滿載贜物的車子。表示知道維托等人的勾當，要求分潤給他這樣的地方老大。並進一步表示金額好商量，但不從的話就會報警。臨走時還順手牽羊拿走一件贜物。虛與委蛇的維托更加懷疑法努奇虛有其表，因為真正的老大不會因這種小利讓警方插手，除非自己人處理不了，或根本無人可用。
當晚，維托一夥人共進晚餐時，其他人都願意花錢消災，但維托感到猶豫，因為鎮上至少有兩戶賺灰色利潤的「商家」並沒付錢給法努奇。其他人相信法努奇背後有靠山，但維托決定再試一次。他向夥伴們各收點小錢，在會見法努奇時只給這位老大遠不如其所要求的數目。法努奇表示對這年輕人的勇氣印象深刻，願意給他賺大錢的工作機會。但維托已然確信什麼錢都收的法努奇只有一張嘴。
維托巧妙地跟隨法努奇回到其居所。先行擰鬆樓梯間的燈泡並隱身在黑暗中，趁法努奇在自家門口磨蹭時開槍。用捲在槍外的毛巾及樓外的喧囂掩蓋槍聲。確定得手後，維托取回先前付給法努奇的錢，將凶槍毀屍滅跡，再穿過人群回到妻小身邊。
因為只有維托看穿了法努奇閣下，又斷然解決問題，所以本只是合夥人的維托成為無可爭議的集團老大，其他人則為高級幹部，而好友仁科成了軍師，共同接管法努奇留下的地盤，並開設仁科橄欖油公司作為門面。由於維托行事比法努奇來得有分寸，很快就贏得了街坊的愛戴。在原著中，警方根本懶得理法努奇，將其凶案當成黑幫火併草草結案。沒有案底的維托從未被懷疑過，但街坊則口耳相傳其霹靂手段，使維托辦事順手得多。
維托所不知道的是，他的小兒子桑尼目睹父親在法努奇遇害時出現在其公寓屋頂上。後來在16歲因持械搶劫差點被捕時才向父親透露。於是桑尼繼其父之後成為柯里昂犯罪家族正式成員。但電影中並未提及。

## 影響
法努奇的原型伊尼亞齊奧·盧波是名黑手，也是莫雷洛犯罪家族成員。被認為是法努奇靠山的Maranzalla原型可能是朱塞佩·莫雷洛，紐約黑手黨早期的厲害人物。法努奇的另一個參照對象可能是義大利裔美國政客和罪犯玖蘇埃·嘉魯契（Giosuè Gallucci），他和法努奇很像的地方是，在向紐約小義大利的商家和平民收錢時衣著華美，同樣也是在黑幫火併中喪命。

## 外部連結
- Profile on （页面存档备份，存于） imdb.com